# Janov (Morávia-Silésia)
Janov é uma cidade checa localizada na região de Morávia-Silésia, distrito de Bruntál.